# Polyandrocarpa rollandi
Polyandrocarpa rollandi är en sjöpungsart som beskrevs av Takasi Tokioka 1961. Polyandrocarpa rollandi ingår i släktet Polyandrocarpa och familjen Styelidae. Inga underarter finns listade i Catalogue of Life.